# William Davies Evans
El capità William Davies Evans (27 de gener de 1790 – 3 d'agost de 1872), fou un navegant i inventor gal·lès, tot i que és actualment més conegut per la seva faceta de jugador d'escacs. És enterrat al port belga d'Oostende.

## Biografia
Evans va néixer a St Dogwells, Pembrokeshire, Gal·les. Se sap amb bastanta seguretat que de jove va anar a la Haverfordwest Grammar School, l'única escola amb tradició a Pembrokeshire. Cap a començaments del segle xix la família va anar a viure a Castle Pill, un llogarret a la banda nord de Milford Haven. Cap a 1818, hauria après les regles dels escacs.
Als catorze anys, (el 1804) Evans es va embarcar a la marina britànica fins al 1815, quan va acabar la guerra. Llavors, fou transferit al departament postal; cap a 1819, havia assolit el títol de capità de vaixell de vela, i fou en els vaixells del servei postal on es va aficionar realment als escacs, i va esdevenir un dels millors jugadors del món a la seva època.

### Invencions
El seu invent més conegut fou el llum de tres colors en els vaixells de guerra, dissenyat per prevenir les col·lisions a la nit. Per aquest invent va ser guardonat amb 1500£ pel govern britànic i un cronòmetre d'or i 200£ pel tsar de Rússia.

## Escacs
Avui en dia n'Evans és molt conegut en els cercles escaquístics com a creador del gambit Evans (1.e4 e5 2.Cf3 Cc6 3.Ac4 Ac5 4.b4). S'explica que la idea se li va ocórrer en una travessia entre Milford Haven i Waterford. El 1826 va ser a Londres, en aquells dies un dels principals centres mundials dels escacs, i va tenir l'oportunitat de mostrar el seu gambit a McDonnell i Lewis; arran d'això la fama del seu gambit va créixer extraordinàriament, ja que connectava amb l'esperit romàntic de l'època.
El 1838 Evans va tornar a Londres i va disputar un matx amb Howard Staunton, tot i que no hi ha constància del resultat. Els anys següents els va passar navegant pel Mediterrani, fins a 1842.